# Бугаёвка (Полтавский район)
Бугаёвка (укр. Бугаївка) — село,
Кировский сельский совет,
Полтавский район,
Полтавская область,
Украина.
Код КОАТУУ — 5324081402. Население по переписи 2001 года составляло 212 человек.

## Географическое положение
Село Бугаевка находится в 2-х км от села Макарцовка.
По селу протекает пересыхающий ручей с запрудой.